# Economia di sussistenza

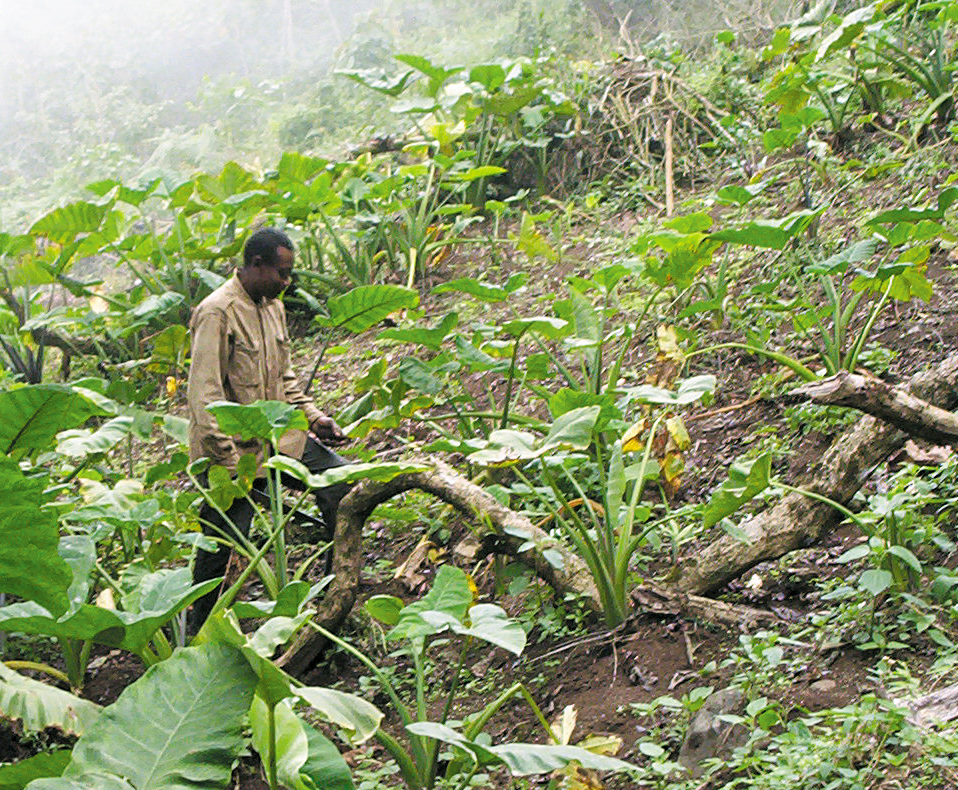
I pastori Bakweri dell'Africa subsahariana coltivano la terra per dar da mangiare alle proprie famiglie, poiché non dispongono di altri mezzi per la sopravvivenza.

Nelle popolazioni indigene l’economia di sussistenza produce quanto basta per vivere, Nelle società dei Bianchi non ci si accontenta di produrre ciò di cui si ha bisogno, si produce sempre di più per accumulare beni.
Nelle popolazioni indigene si ha l’abitudine di aiutarsi l’un l’altro mentre nella società dei Bianchi vige la legge della concorrenza: i ricchi non sanno aiutare.
Nelle popolazioni indigene il tempo libero è un momento comune: si crea e si gioca insieme. Nella società dei Bianchi il tempo libero è commercializzato: per divertirsi bisogna pagare altre persone.
Nelle popolazioni indigene il lavoro stesso può essere uno svago o uno scambio, mentre nella società dei Bianchi ogni cosa è isolata dalle altre.»
(Dionito de Souza, del Consiglio Indigeno di Roraima (Brasile))
L'economia di sussistenza è una tipologia di sistema economico in cui vige un sistema di scambio non monetario, basato sull'utilizzo esclusivamente di risorse naturali in quanto fonte primaria e assoluta per garantire il sostentamento e la sopravvivenza degli esseri umani. 
Le tecniche di approvvigionamento del cibo e dei beni che caratterizzano l'economia di sussistenza sono l'agricoltura di sussistenza, la raccolta, la caccia, la pesca e la pastorizia. In questo genere di economia ogni singolo membro della comunità provvede al sostentamento di sé e degli altri tramite la cooperazione, il solidarismo, la condivisione e il dono, in modo tale da garantire la sopravvivenza di tutti i membri della comunità. L'utilizzo delle risorse naturali non è finalizzato al massimo sfruttamento delle stesse ma unicamente al sostentamento della comunità, per cui non si cura delle eccedenze. 
«Sussistenza» significa perseguire l'obiettivo di sostenere la propria comunità ad un livello equo e non finalizzato a produrre eccedenze da vendere ai mercati esterni  ; in un'economia di sussistenza lo sviluppo economico è minimo e il commercio (o baratto) viene utilizzato per beni di base, e in questo genere di sistema economico non ci può essere nessuna industrializzazione.
L'antropologo Marshall Sahlins nel 1972 col suo saggio L'economia dell'età della pietra sfatò i miti economici di tanta povertà e tanto lavoro attribuito a queste economie dal mainstream di mercato attuale.
Nel 1974 Pierre Clastres, a proposito dell'economia di alcune tribù amazzoniche , le chiamò economie dell'abbondanza in contrapposizione alla connotazione negativa attribuita al termine sussistenza.

## Storia
(Bartolomé de Las Casas 1552)
Per più di 200.000 anni è stata l'unica e più praticata economia nella storia dell'uomo (in particolare nel Paleolitico), prima che venissero costruite le città, quando tutti gli esseri umani vivevano in clan o tribù.
L'urbanizzazione, la civiltà e la divisione del lavoro iniziarono con la rivoluzione del Neolitico e la conseguente sedentarizzazione ed aumento demografico, che portò alla formazione di società organizzate e complesse, con sviluppo di sistemi economici differenti in tempi diversi.
Nonostante ciò, alcuni gruppi umani hanno mantenuto nel corso dei secoli la loro economia di sussistenza pressoché inalterata non entrando in economia di mercato; si possono citare i popoli incontattati, le zone povere dei paesi in via di sviluppo, e alcune comunità acculturate e civilizzate che scelgono comunque di mantenere un'economia tradizionale (Comunità intenzionale) e di vivere assieme una vita semplice, per svariati motivi che possono essere filosofici, ambientalistici, morali o religiosi (ad esempio gli Amish). 

## Tecniche
- Ricerca di cibo:
  - Caccia e raccolta
  - Pesca
- Coltivazione:
  - Agricoltura di sussistenza - coltivazione di prodotti ad uso familiare
  - Orticoltura - coltivazione di piante
- Allevamento:
  - Pastorizia nomade - tutta la comunità segue il gregge
  - Transumanza - parte della comunità segue il gregge, gli altri rimangono nel villaggio
  - Allevamento in recinti o ranch
- Distribuzione e scambio (economia del dono):
  - Ridistribuzione - scambiare nuovamente i beni tra i membri della comunità stessa
  - Reciprocità - scambio tra soggetti socialmente uguali
  - potlatch - abbandono di beni e risorse per generare prestigio
  - Local exchange trading system